# ناحية بنان
ناحية بنان إحدى نواحي سوريا تتبع إداريّاً لمحافظة حلب منطقة السفيرة ومركزها بلدة بنان، بلغ تعداد سكان الناحية 17,193 نسمة حسب التعداد السكاني لعام 2004.

## بلدات وقرى ناحية بنان
بنان ، بلوزة، ديمان، جعارة، قتيطرات، صدعايا، السميرية، أم جرن، زراعة، سرج فارع.